# 慎县 (刘宋)
慎县，中国古代的县。
刘宋永初三年（422年），于逡遒县旧地侨置慎县，治今安徽省合肥市肥东县梁园镇。此后建制不变，直至南宋绍兴三十二年（1162年），避宋孝宗讳更名梁县，仍旧制。